# 富豪B5LH
富豪B5LH（英語：Volvo B5LH，B5指5公升級柴油引擎、L代表低地台設計、H指Hybrid混合動力）是富豪巴士公司（Volvo Buses）自2008年起生產的低地台混合動力雙層巴士底盤。該車型主要於英國、新加坡及香港等地投入服務，並廣泛搭配不同上裝車體，包括Wright Gemini 2／3、Alexander Dennis Enviro400 MMC及Volgren Optimus等。

## 技術特點
富豪B5LH搭載一具5公升四汽缸柴油引擎（D5K），配合富豪自家開發的I-SAM電動馬達系統（Integrated Starter Alternator Motor），構成平行式混合動力系統。該系統可於低速或啟動時以電動驅動，於行車途中切換至內燃機運作以節能減排。
該型號亦使用富豪自家開發的I-Shift自動變速箱，具備節能巡航模式與煞車能量回收機制，提升城市營運效能與減少污染物排放。

## 全球營運
英國為B5LH最主要市場，自2008年起大量引進並成為倫敦市區雙層低碳巴士主力車型之一。常見車體包括Wright Gemini 2及3代、MCV EvoSeti及亞歷山大丹尼士Enviro 400 MMC等。
新加坡則自2018年起由SBS Transit率先引入B5LH，搭配Wright Gemini 3車體，作為其首批量產混合動力巴士之一，編號SG30xx系列，營運於多條市區與跨區線路。

## 總結
富豪B5LH作為富豪首款主流混合動力雙層巴士底盤，結合低地台設計與節能技術，在全球多地獲得廣泛應用，為城市公共交通減碳提供新解方。

## 外部連結
- 富豪巴士公司 - Volvo B5LH介紹
- SBS Transit官方網站
- Transport for London - Hybrid bus programme

## 分類
1. ↑  . www.volvobuses.com.   [2025-05-29] （英语）.
2. ↑  Closing, Doors Are. . 2018-11-02  [2025-05-29] （美国英语）.